# Huawei
Huawei (čínsky v českém přepisu Chua-wej, pchin-jinem  Huáwéi, znaky zjednodušené 华为), plným názvem Huawei Technologies Co. Ltd., je čínská nadnárodní telekomunikační, hardwarová a softwarová společnost, dodavatel informačních a komunikačních řešení, se sídlem v Šen-čenu. Podle obratu byl roku 2010 největší čínskou a druhou největší světovou společností (za společností Ericsson) vyrábějící telekomunikační zařízení, a v roce 2012 se stal jedničkou. Během roku 2014 se dostal z pátého na třetí místo v prodeji chytrých telefonů (prodal jich 75 milionů). V roce 2015 prodal přes 100 milionů chytrých telefonů, čímž se stal jedničkou v Číně a celosvětově se řadí v roce 2018 za jihokorejským koncernem Samsung na druhou pozici.

## Vlastnictví
Huawei je čistě zaměstnanci vlastněná společnost. Zakladatel Ren Zhengfei vlastní 1.42 procenta a zbytek akcií - 98.56 procent - vlastní jeho 60 000+ zaměstnanců. Zaměstnanecké akcie Huawei mohou vlastnit pouze čínští zaměstnanci. Zaměstnanecké akcie jsou přidělovány jako součást zaměstnaneckých bonusů.

## Historie
Zakladatelem společnosti Huawei v roce 1987 a dlouholetým generálním ředitelem byl Žen Čeng-fej. Od počátku jde o společnost zčásti vlastněnou jejími zaměstnanci. Mezi její základní aktivity patří návrh, výroba a výstavba telekomunikačních sítí; poskytování služeb, produktů a řešení pro podnikové zákazníky; výroba komunikačních zařízení pro spotřebitele, obzvláště mobilních telefonů (nověji tzv. chytrých telefonů, smartphonů).
Mezi lety 1998 a 2003 společnost Huawei pod konzultačním vedením IBM zdokonalila postupy řízení a vývoje produktů. Následkem toho v roce 2004 zahraniční prodeje poprvé převýšily prodeje na domácím čínském trhu.
V roce 2005 Huawei zahájil joint venture s německým koncernem Siemens na vývoj produktů podle standardu TD-SCDMA (čínský standard pro mobilní sítě třetí generace). V roce 2003 vstoupil Huawei do společného podniku s firmou 3Com, předmětem jejich činnosti byla výroba IP routerů a switchů. V roce 2007 odprodal Huawei svůj podíl za 882 milionů USD. Ve stejném roce ohlásily Huawei a Symantec společný podnik Huawei Symantec Technologies, který vyvíjel bezpečnostní a storage zařízení pro telekomunikační operátory. V roce 2012 Huawei za 530 milionů USD převzal od Symantecu 49 % akcií a stal se 100% vlastníkem.
V letech 2005–2010 Huawei své příjmy ztrojnásobil. Roku 2010 měl ve 140 zemích světa přes 110 tisíc zaměstnanců, kolem 46 % z nich pracovalo ve výzkumu a vývoji. Dvacítku výzkumných středisek rozmístil v řadě zemí, kromě Číny i v Německu, Indii, Rusku, Švédsku a Spojených státech; roku 2010 investovala společnost do výzkumu a vývoje 16,5 miliard jüanů při příjmech ve výši 28 miliard dolarů. Své produkty a služby nabízela ve více než 140 zemích světa, spolupracovala se 45 z 50 největších světových telekomunikačních operátorů.
Roku 2011 dosáhl Huawei příjmů ve výši 32,4 miliardy dolarů. Divize Consumer a Enterprise meziročně zvýšila své příjmy o 44,3 % na 7,1 miliardy dolarů. Výdaje na výzkum a vývoj činily 3,8 miliardy dolarů. Produkty a řešení Huawei využívá v současnosti více než třetina světové populace.
V České republice působí Huawei Technologies od roku 2005 a zaměstnává zde 330 lidí. Na český trh dodává služby a infrastrukturu pro telekomunikační společnosti a mobilní operátory; ICT řešení, infrastrukturu a služby pro podnikový i veřejný sektor; a chytré mobilní telefony, tablety a širokopásmové modemy pro koncové uživatele. Mezi největší zákazníky Huawei v České republice dlouhodobě patří především telekomunikační operátoři O2 Czech Republic, T-Mobile, Vodafone, GTS a Dial Telecom, nicméně rychle přibývají i zákazníci z podnikového sektoru.[zdroj?]

## Produkty

### Mobilní telefony
Huawei vyrábí mobilní telefony, prodávají se i v Česku. Od dubna 2018 se prodává řada P20/P20 Pro, (resp. od listopadu 2018 Mate 20/Mate 20 Pro), od května 2019 řada P30. Varianty Pro patří k nejlépe hodnoceným fotomobilům.
Některé modely:
- Huawei G300
- Huawei P7
- Huawei P8
- Huawei P9
- Huawei P10
- Huawei P20/P20 Pro
- Huawei Mate 20 Pro
- Huawei P30/P30 Pro
- Huawei P40/P40 Pro

### Tablety
K přístrojům Huawei neodmyslitelně patří také tablety vhodné pro sledování videí (Huawei MediaPad).

### Wearables
Wearables, neboli nositelné příslušenství slouží například k měření času, srdečního tepu, počtu kroků nebo pouze jako sluchátka. Nejúspěšnější – Huawei Watch jsou hodnoceny jako jedny z nejlepších hodinek na trhu a jako takové získaly velký počet ocenění.

### Harmony OS
Harmony OS je operační systém, který lze použít napříč různými zařízeními od chytrých telefonů po inteligentní reproduktory, chytré hodinky i senzory.

### Virtuální Asistent Celia
Celia je chytrý virtuální asistent. Podporuje telefony, tablety, reproduktory, chytré displeje, televize a další. Je dostupný asi ve 4 jazycích včetně angličtiny a němčiny.

## Analýza produktů a bezpečnostní riziko
Roku 2019 provedla společnost Finite State se sídlem ve Spojených státech systematickou analýzu celkem 558 produktů firmy Huawei. Její automatizované systémy zkoumaly přes 1,5 milionu složek integrovaných v 9 936 firmwarových obrazech. Výsledkem zjištění bylo, že firma do svých výrobků sice neinstaluje žádná "zadní vrátka" (backdoor) nebo kód, který by čínským tajným službám umožňoval odposlouchávat soukromé hovory politiků, krást data či sledovat důležitá strategická jednání. Bezpečnost těchto výrobků je však tak špatná, že zadní vrátka tam kdykoliv mohou být doinstalována, aniž by si majitel přístroje jakékoliv akce všiml.
Téměř třetina výrobků díky zastaralému kódu obsahuje vysoké nebo kritické množství bezpečnostních slabin. Celkem 102 nalezených bezpečnostních problémů umožňuje vložení "zadních vrátek" v podstatě kdykoli i na dálku a to nejen samotnou firmou ale i kyberzločincům, nebo využít telefon např. jako detonátor. Přestože se firma zavázala k posílení bezpečnosti svých produktů, její vývojáři stále kreativnějším způsobem obcházejí zabezpečení svých zařízení. Update softwaru tak provedou např. vložením deset let starého kódu se známými vadami, nebo ho obejdou pouhým přejmenováním na "safe" (bezpečný). Zpráva Finite State konstatuje, že „Přístroje firmy Huawei obsahují násobně více bezpečnostních slabin než obdobná zařízení od jiných firem, navíc mají dvakrát až osmkrát více bezpečnostních slabin už v první den pořízení jejich výrobku. Zařízení společnosti byla taktéž jedinými, která obsahovala pevně kódované defaultní přihlašovací údaje a šifrovací klíče".

## Kontroverze
Samotná firma má ale i kontroverznější tvář, neboť patří mezi hlavní technologické opory Čínské lidové armády a její zakladatel Ren Zhengfei působil deset let v technické složce čínské armády. Firma má velmi silnou podporu od čínské vlády v rámci strategie posunu čínské výroby ke zboží s velkou přidanou hodnotou.[zdroj?] Její podpora probíhá pomocí bankovních garancí a státních grantů na vývoj zařízení.[zdroj?] Pro obavy z ohrožení národní bezpečnosti USA byly zablokovány některé společné projekty s tamními společnostmi nebo prodej firem poskytujících internetové připojení (3Com) nebo vývoj software pro širokopásmový internet (2Wire). Firma byla obviněna ze špionáže a údajné krádeže patentů, např. amerických společností Cisco Systems a Motorola. Několik v Číně narozených inženýrů Motoroly navázalo kontakt s čínským zakladatelem firmy Huawei a pokusilo se v letech 2003-2007 založit fingovanou společnost k vyvedení technologie Motoroly do Číny.
Podle agentury Bloomberg, která čerpala informace z otevřených zdrojů, spolupracovali někteří zaměstnanci Huawei minimálně na deseti výzkumných projektech s pátracím oddělením čínské ústřední vojenské komise, což je nejvyšší orgán čínských ozbrojených sil. Projekty se údajně týkaly širokého spektra témat od umělé inteligence po radiokomunikace. Výzkum se také soustředil na vytěžování a třídění videí šířených on-line.

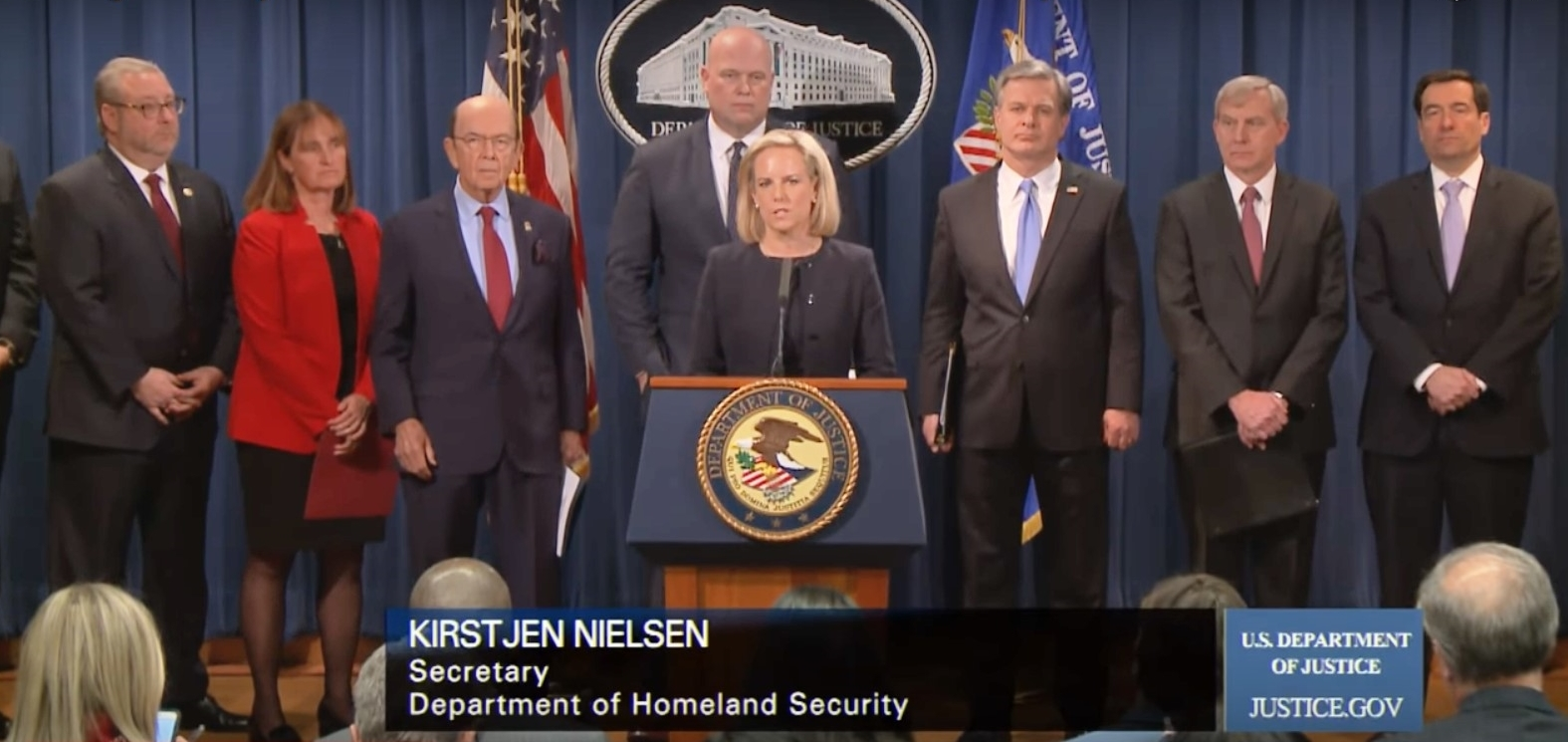
Americká ministryně vnitřní bezpečnosti Kirstjen Nielsenová, tehdejší úřadující ministr spravedlnosti Matthew Whitaker, ministr obchodu Wilbur Ross a ředitel FBI Christopher Wray oznámili v únoru 2019 23 trestních obvinění proti Huawei a Meng Wan-čou

Ve Spojených státech tyto kontroverze vedly k zákazu převzetí společnosti 3Com, a Huawei se oficiálně vzdala záměru proniknout na americký trh se síťovými komponentami. Společnost si ve svých produktech vytváří tzv. zadní vrátka ke svým sítím. Nedostatečného zabezpečení sítě Huawei naopak využila americká NSA, které se podle Edwarda J. Snowdena podařilo proniknout až do serverů firmy v centrále v Shenzhenu.
Evropská komise pro obchod zahájila s firmami Huawei a ZTE roku 2012 řízení kvůli ilegální státní podpoře ze strany Číny. Po měsících vyšetřování komise získala nezvratné důkazy, že firmy prodávají své produkty na trhu Evropské unie za uměle snížené dumpingové ceny. Také Rush Doshi z Centra pro novou bezpečnost Ameriky (Center for a New American Security, CNAS) uvádí, že zhruba 20% cenový rozdíl, o který prodává firma Huawei své produkty levněji, než konkurenční evropské a asijské firmy Nokia, Ericsson nebo Samsung, je dán nižší úrovní zabezpečení jejich sítí. Zákazník sice ušetří, ale ušetří proto, že část produktu je nedostatečná. Také britské tajné služby Government Communications Headquarters (GCHQ) a National Cyber Security Centre (NCSC) jsou kritické ke standardům kybernetické ochrany produktů firmy Huawei. Sama firma Huawei připustila, že náprava na požadovanou úroveň zabezpečení si může vyžádat až pět let.
Finanční ředitelka společnosti Meng Wan-čou byla dne 1. prosince 2018 zatčena ve Vancouveru v Kanadě na žádost Spojených států. Meng je dcerou zakladatele společnosti jménem Žen Čeng-fej. USA požadují její vydání, aby mohla být souzena pro údajné porušení sankcí, které Spojené státy vyhlásily proti Íránu, a další provinění. Americká justice obžalovala Meng Wan-čou, koncern Huawei a jeho dvě dceřiné společnosti koncem ledna 2019 ve 13 bodech. Meng Wan-čou podle USA mj. uváděla vůči bankám nepravdivé údaje, když tvrdila, že Huawei a její hongkongská pobočka Skycom jsou dvě různé společnosti. Američtí vyšetřovatelé tvrdí, že se tím snažila zajistit přístup k penězům firmě Skycom, kterou Huawei využila k utajeným obchodům s Íránem.
Deset bodů obžaloby se podle tehdejšího úřadujícího ministra spravedlnosti Matthewa Whitakera týká údajné krádeže průmyslových tajemství, přičemž jde o robota s názvem „Tappy“, patřícího T-Mobile USA, americké pobočce německého telekomunikačního koncernu. Robot se používá na testování chytrých telefonů. Všechna tato obvinění společnost Huawei odmítla.
Společnost Huawei China přitom údajně zavedla formální politiku bonusového programu odměn zaměstnancům, kteří zcizovali konkurenci tajné informace. Zaměstnanci dostávali pokyny, aby tajné informace, které získali od cizích společností, ukládali na interní firemní stránku, nebo v případě zvláště citlivých informací poslali zašifrovaný e-mail do speciální emailové schránky. Zkoumat podané informace a rozdávat měsíční odměny zaměstnancům, kteří dodali ty nejcennější kradené informace měla za úkoly „manažerská skupina soutěže“. Třem regionům, které poskytly nejcennější informace, měla také být jednou za dva roky vyplácena odměna. Směrnice zdůrazňovala, že žádný ze zaměstnanců nebude potrestán za činnost, jež bude v jejím rámci provedena. Po skandálu v USA upozornilo vedení pracovníky Huawei v USA, že ve Spojených státech podobné činnosti nejsou tolerovány. Z emailové komunikace nicméně podle amerických úřadů vyplývá, že v jiných zemích a regionech světa je to naprosto běžná součást pracovní náplně v Huawei.
Firma Vodafone potvrdila, že v zařízení od Huawei z let 2009 a 2011 zjistila takzvaná zadní vrátka (backdoor), která lze využít pro špionážní účely. Jde o speciální vstup do systému či programu, který je skrytou součástí jeho kódu a využívá se také pro vzdálenou administraci. Agentura Bloomberg uvedla, že další zranitelná místa byla objevena v zařízeních Huawei v roce 2012. Zranitelnost přetrvala v zařízení i po roce 2012, a to i v Británii, Německu, Španělsku a Portugalsku. Vodafone se firmy Huawei údajně držel kvůli příznivým cenám.
V říjnu 2018 se v ČR uvažovalo, že 5G síť postaví stát. V České republice se před Vánoci roku 2018 začalo mluvit o firmě Huawei poté, co Národní úřad pro kybernetickou a informační bezpečnost (NÚKIB) varoval před 5G mobilními technologiemi a telefony firmy Huawei kvůli podezření z napojení firmy na čínské tajné služby. Jako hlavní překážka spolupráce s firmou Huawei se jeví čínský zákon o celonárodní špionáži, přijatý čínským parlamentem v roce 2017. Ten nařizuje všem čínským jednotlivcům i firmám v případě státního zájmu provádět špionáž ve prospěch Čínské lidové republiky.
Český premiér Andrej Babiš zareagoval tak, že okamžitě dojde ke stažení mobilních telefonů Huawei z Úřadu vlády. Poté prezident Miloš Zeman během návštěvy Číny reagoval ostrou kritikou vůči NÚKIB a bezpečnostní rizika opět zlehčoval. V  únoru 2019 oznámilo Ministerstvo obrany České republiky, že ze zařízení Huawei odstraní americký software AirWatch zabezpečující armádní systémy. V červenci 2019 potvrdili dva bývalí manažeři firmy Huawei v Česku, že museli do jejího interního systému, který je řízen z centrály v Číně, kromě obchodních informací vyplňovat i detaily ze soukromí - třeba kolik má dotyčný zákazník dětí, jaké jsou jeho soukromé zájmy nebo jak je na tom finančně. Kromě toho prý bylo zavedenou praxí, že získané informace probírali zaměstnanci Huawei na interních poradách s lidmi z čínské ambasády. Osobní údaje firma shromažďuje také o státních úřednících na úrovni ředitel oddělení nebo náměstek, které pak firma pozvala na konferenci nebo cestu do Číny. Lidi, které společnost zajímají a jejichž údaje shromažďuje, potom v interním předpisu nazývá „datasubjekty“.
V české pobočce firmy Huawei působí organizace Čínské komunistické strany, které se podle jejího interního časopisu Nový život přejmenovaly na Komise pro etiku a soulad. Podle stejného zdroje budou mít Stranické organizace ústřední politickou roli mezi zaměstnanci, musí udržovat politickou zralost a bdělost, racionální vlastenectví a rozumně a legálně projevovat své názory. Výbor pro etiku v české pobočce vedl Číňan Čchen Jang, který je podle Sinopsis i členem čínské komunistické strany.

### 5G sítě
Již v roce 2018 varovali členové Five Eyes před rizikem technologie Huawei pro sítě 5G. USA lobbují za zákaz 5G zařízení od Huawei u svých spojenců.
Německý Spolkový úřad pro bezpečnost informační techniky špionážní pokusy nezaznamenal, ale požaduje aby firma nejprve splnila podmínky pro bezpečnostní certifikát. Peter Limbourg, Generální ředitel DW, jejíž kompletní program je v Číně blokován (stejně jako internetová vydání některých německých deníků) varuje před naivitou a jakýkoli kontrakt s Huawei považuje za "bad deal". Německo původně o připuštění Huawei k sítím 5G uvažovalo, ale po nesouhlasu některých zákonodárců odložilo rozhodnutí na druhou polovinu roku 2020. V srpnu 2020 podepsal Deutsche Telekom smlouvu o zavedení 5G sítí s firmou Ericsson.
Česká média obdržela analýzu think-tanku Centrum ekonomických a tržních analýz (CETA), která varuje, že budování 5G bez Huawei by mohlo zvýšit investiční náklady na tyto sítě o 12 až 38 miliard korun. Podle zjištění Aktuálně.cz je však analýza součástí placené kampaně společnosti Huawei v Česku a postrádá věrohodnost. V České republice nakonec tendr na 5G mobilní síť, vypsaný firmou CETIN, vyhrála firma Ericsson. CETIN postupně odstraní prvky firem Huawei a Nokia i ze současných 4000+ vysílačů v sítích GSM, UMTS a LTE.
Slovenská civilní tajná služba SIS ve zprávě za rok 2019 upozornila, že zaznamenala působení čínských zpravodajců především v souvislosti s představiteli významné čínské telekomunikační společnosti. Slovensko podepíše se Spojenými státy memorandum, ve kterém se Bratislava přihlásí k důslednému posuzování dodavatelů technologií pro mobilní sítě páté generace (5G) a zohlední například zásady právního státu, dodržování bezpečnostních standardů ze strany dodavatelů či bezpečnostní prostředí.
Postoj prezidenta USA Donalda Trumpa k Huawei není jasný. Podle jeho vyjádření z konce února 2019 musí USA soupeřit s čínským koncernem na světových trzích, nikoliv blokací jeho pokročilejších technologií, v květnu prohlásil, že Huawei je nebezpečná firma, aby nakonec po červnové schůzce s čínským prezidentem předchozí zákaz prodeje amerických produktů firmě Huawei zrušil.
Británie nejprve mírnila vyjádření, ale v červenci 2020 oznámil ministr pro digitalizaci Oliver Dowden britským zákonodárcům, že od 31.12.2020 mají mobilní operátoři ve Velké Británii zákaz nákupu zařízení pro sítě 5G od firmy Huawei a do roku 2027 jsou povinni veškerá zařízení této firmy odstranit.
Francouzská agentura pro kybernetickou bezpečnost (ANSSI) vyzvala operátory, kteří dosud zařízení Huawei nepoužívají, aby se jeho používání vyhýbali. Operátorům bylo zároveň neoficiálně sděleno, že povolení pro zařízení Huawei nebudou po vypršení platnosti obnovena. Vzhledem k době platnosti současných povolení pro zařízení Huawei na tři až pět let to v podstatě znamená postupné vyloučení Huaweie z francouzských sítí 5G nejpozději do roku 2028.
Švédský úřad PTS, který působí jako regulátor poštovních a telekomunikačních služeb, se po konzultaci se švédskou armádou a bezpečnostní službou rozhodl vyloučit Huaweei i ZTE z budování tamní sítě 5G.
Itálie původně rozladila své spojence, když podpořila čínský projekt Nové hedvábné stezky, ale při budování 5G sítí naslouchá varováním bezpečnostních služeb. Největší italský operátor Telecom Italia (TIM) v červenci Huawei vyloučil z veřejné soutěže na vybavení pro svou ústřednovou část sítě 5G. V říjnu italská vláda vetovala rozhodnutí firmy Fastweb, která je divizí švýcarského Swisscomu, a zakázala jí budovat 5G s firmou Huawei.
K iniciativě Clean Network, která vylučuje čínskou firmu Huawei z budování 5G sítí a zahrnuje Rumunsko, Řecko, Českou republiku, Polsko, Švédsko, Estonsko, Dánsko a Lotyšsko, se v říjnu 2020 připojily další země - Bulharsko, Kosovo, Severní Makedonie a Slovensko.

### Krádež dat z Centrály Africké unie v Addis Abebě
Zatím největší skandál, do něhož jsou namočeny čínské firmy Huawei a ZTE se týká krádeže počítačových dat z nově postavené centrály Africké unie v Addis Abebě. Stavbu vyprojektovala čínská firma Tongji Architectural Design Group (Šanghaj), v letech 2007-2011 postavila China State Construction Engineering Corporation a počítačové vybavení dodaly firma Huawei a čínská telekomunikační firma ZTE. Roku 2018 odhalil Le Monde, že ze serverů, které v centrále nainstalovala firma Huawei, od roku 2012 po dobu pěti let odcházely každou noc mezi půlnocí a druhou hodinou důvěrné informace na neznámé servery v Šanghaji. Po tomto odhalení představitelé Africké Unie celý skandál další rok tajili z obavy z jeho mezinárodních dopadů. Je zřejmé, že s rostoucím čínským vlivem v Africe přicházejí tamní státy o část své suverenity. Servery firmy Huawei byly nakonec vyměněny a Africká unie odmítla čínskou nabídku nové servery rekonfigurovat. Některá zastoupení afrických států pak prohledala své prostory, zda se v nich nenacházejí odposlechy či jiná podezřelá zařízení.

### Korupce
V Alžírsku byli dva zaměstnanci ZTE (Dong Tao, Chen Zhibo) a zaměstnanec Huawei (Xiao Chunfa) odsouzeni roku 2012 k pokutě a deseti letům vězení za desetimilionový úplatek pro ředitele státem vlastněného Telekomu. Obě firmy byly vyloučeny z veřejných zakázek na dobu dvou let a na odsouzené byl vydán mezinárodní zatykač. Jedná se o první podobný rozsudek v historii země. Huawei byla obviněna z úplatků také v Zambii, kde chtěla budovat stožáry pro přenos telekomunikačního signálu a na Šalomounových ostrovech, kam chtěla položit podmořský kabel. Od roku 2007 byly firmy Huawei a ZTE vyšetřovány nebo odsouzeny za korupci ve 21 zemích. Heritage Foundation uvádí konkrétně tyto země: Alžírsko, Benin, Kamerun, Etiopie, Gabon, Gambie, Ghana, Keňa, Libérie, Nigérie, Jižní Afrika, Jižní Súdán, Uganda, Zambie a Zimbabwe.
Firma má sice nastavena vnitřní pravidla, která zapovídají protiprávní jednání, ale v praxi vše podřizuje zisku. Její zakladatel a CEO Ren Zhengfei uvedl, že po vnitrofiremní amnestii přiznaly tisíce zaměstnanců, že tato pravidla porušili, od falšování finančních výkazů po úplatkářství.

### Propojení s armádou a tajnou službou Číny
Deník The Times zveřejnil informaci CIA, sdílenou s tajnými službami Velké Británie, Kanady, Austrálie a Nového Zélandu, že firma Huawei přijala finanční podporu od Čínské lidové armády, Bezpečnostní komise Čínské komunistické strany (National Security Commission of the Communist Party of China) a od třetího odboru čínské státní rozvědky.

### Problémy s vládou USA
20. května 2019 vyústily spory mezi Huawei a vládou USA k zařazení firmy na černou listinu, což postižené společnosti výrazně zkomplikuje přístup k součástkám nabízeným americkými firmami. Bez vládní licence již nebude mít přístup k americkým technologiím. Washington obviňuje Huawei z vazeb na čínskou rozvědku a Trumpův dekret má zabránit tomu, aby cizí firmy využívaly americkou technologii způsobem potenciálně podkopávajícím národní bezpečnost Spojených států nebo jejich zájmy v oblasti zahraniční politiky.
Největší problém vytváří pro čínskou firmu ukončení spolupráce amerických softwarových gigantů Google a Facebook, které již neposkytnou aktualizace, např. pro systém Android apod. Google už smazal ze svých stránek smartphony firmy Huawei. Spolupráci ukončí i americké firmy dodávající klíčové komponenty pro mobilní telefony: největší světový výrobce procesorů na světě- společnost Intel, jednička mezi mobilními čipsety Qualcomm, výrobce programovatelných čipů užívaných v síti Xilinx či Broadcom, který je dodavatelem přepínacích čipů, ale patří také k největším výrobcům BlueTooth a WiFi čipů na světě.
Podobný krok učinil v důsledku amerických sankcí čipový gigant Taiwan Semiconductor Manufacturing Co. (TSMC), který přestal přijímat objednávky na čipy do mobilních zařízení Huawei od 15. května 2020. Poté, co v polovině srpna vyšlo najevo, že od 15. září 2020 bude zastaven prodej čipových sad od TSMC výrobci Huawei, se situace ještě zhoršila. Podle informací z korejských zdrojů přeruší k tomuto datu své dodávky DRAM pamětí a čipů NAND také technologičtí giganti Samsung a SK Hynix. Huawei přijde i o OLED displeje pro modely P40 a P40 Pro, které dodával Samsung s LG. Sitace by se mohla vyhrotit natolik, že by firma Huawei musela zcela opustit mobilní segment, protože klíčové komponenty není schopna sama vyrábět.
Další potenciální hrozbou pro Huawei je záměr americké firmy Nvidia koupit od japonské SoftBank Group Corp. britského výrobce polovodičových čipů Arm Ltd. Obchod by firmu převedl pod jurisdikci USA a mohl vést k odříznutí čínských zákazníků.
Problémy Huawei využily evropské firmy Nokia a Ericsson, které rovněž nabízejí instalace 5G sítí. Nokia už v počtu komerčních objednávek předstihla Huawei. Firma Facebook zastavila instalace aplikací Facebook, WhatsApp a Instagram na nové telefony firmy Huawei od června 2019. Snížil se tak výhled budoucího prodeje produktů Huawei Technologies Co Ltd.

## Rostoucí vliv Huawei na africkém kontinentě
Po skandálu, kdy došlo ke krádeži dat z Centrály Africké unie v Addis Abebě, do něhož byla namočena Huawei, by lidé očekávali omezení spolupráce a snížení poptávky po produktech od této společnosti. Roku 2019, tedy rok po odhalení kauzy ovšem došlo k uzavření smlouvy na posílení spolupráce mezi Huawei a Africkou unii.
Důvod, proč došlo k posílení vztahu navzdory skandálu, jsou úzké vztahy nedemokratických afrických států s výše zmíněnou společnosti. Podle americké Wall Street Journal zaměstnanci firmy Huawei minimálně ve dvou případech pomohli ugandské a zambijské vládě sledovat jejich politické oponenty.
Samotná Čína se nijak netají tím, že by se ráda v budoucnosti stala kybernetickou velmocí. Již nyní její produkty atakují první příčky nejprodávanějších mobilních telefonů na světě. Její produkty byly/jsou v mnoha zemích využívány i ve státní sféře. Roku 2018, tedy ve stejném roce, kdy padlo obvinění z krádeži dat ze sídla Africké unie, došlo k dalšímu obvinění. Americká strana vznesla podezření, že by mobilní telefony od společnosti Huawei mohly obsahovat zadní vrátka, jež by mohly být využity ke špionážním účelům. Firma v reakci na kauzu byla v USA a v některých zemích EU zařazena na černou listinu.  Huawei se tak zkomplikoval plán na dobytí pozice číslo jedna mezi výrobci smartphonů v Evropě a v USA. Důsledkem tohoto dalšího skandálu je možná neúčast této firmy na výstavbě 5G sítě v některých zemích EU a Ameriky.
Huawei se tak podle agentury AFP zaměřil na africký kontinent, kde má rovněž silnou pozici. Firma k roku 2019 zřídila 70% africké 4G sítě a už nyní se chystá nabízet v Africe své 5G sítě. Kromě mobilních telefonů a nabídky na výstavbu 5G sítě dále v tamních zemích nabízí své online platformy jako WeChat Pay, anebo Alipay. Má to však i své stinné stránky. Tamnímu trhu dominuje také z hlediska bezpečnostních sledovacích technologií a systému pro rozpoznávání tváře, které dodává místním vládám.  Například v Keni uzavřeli s Huawei smlouvu na vybudování „chytrého města“ v hodnotě čtyř miliard korun. Týkat se to bude keňského hlavního města Nairobi. Podobný kontrakt později podepsal i ostrov Mauricius, kde má být instalováno 4000 kamer. Některá média tento počin přirovnává k již v Číně spuštěnému rozpoznávání lidí, které je označováno za „digitální diktaturu“. Kromě technologií Čína dále vyváží systém cenzury internetu, který byl využit například v Ugandě, v Keni, anebo v Tanzanii.
Mezi další čínské společnosti, které do Afriky dováží bezpečnostní sledovací technologie patří Hikvision a CloudWalk. Obě tyto firmy jsou známé především pro své systémy pro rozpoznávání tváře.
I přes snahu USA bojkotovat firmu Huawei z důvodu obavy o bezpečnost se této společnosti ve světě daří a nadále se tak podílí na výstavbách důležitých kritických infrastruktur.  
Další krok, který by mohl napomoci dostat africký kontinent pod svou sféru vlivu, je plánované spuštění systému Harmony. Tento ryze čínský operační systém by tak měl nahradit systém Android od společnosti Google, který nyní smartphony od společnosti Huawei využívají. V takovém případě si bude moct operační systém Harmony nastavovat vlastní pravidla.